# Ramón Echenique
Ramón Echenique, más conocido como Jacha y Machete, nació en Paradero, un caserío (ya desaparecido) de Piritu, en el estado Portuguesa (Venezuela). 

## Trayectoria
Este venezolano es un folclorista dedicado a rescatar la cultura de los llanos, además, se destaca como declamador e intérprete de una modalidad de la cual se ha empeñado en rescatar, como lo es el "Cacho Llanero".
Entre sus temas más sobresalientes se encuentran: El Hijo de Hacha y Machete, Lo que me pasó con Petra, No me comparen con nadie, Borra, El Planchador, Por culpa de la nueva ola y actualmente El Morrocoy de mi tía.
De sus cuatro hijos, el más joven Raiber Jiménez, "El bordón", como se acostumbra llamar al hijo menor, le sigue los pasos, haciendo valer el refrán o adagio llanero que reza que "hijo de gato caza ratón".
En su última producción la cual lleva el nombre de "Por culpa de la nueva ola" se encuentran los temas antes mencionados como "El morrocoy de mi tía" (Cacho Llanero), Por culpa de la nueva ola y Travesías, tema que interpreta su hijo.
Fue nombrado como patrimonio cultural viviente del municipio Páez por el Ministerio del Poder Popular para la Cultura por su larga trayectoria como cultor y defensor de las costumbres y tradiciones.
Muere, producto de una enfermedad, el 2 de mayo de 2019 en el hospital Jesús María Casal Ramos de las ciudades de Acarigua-Araure a la edad de 68 años. 
Dejó un gran legado como "cachero" y declamador con su particular estilo llanero. Además, se encargó de formar y respaldar a diferentes promesas de la música llanera.

## Producciones discográficas
- El hijo de hacha y machete
- Bordoneando
- Por novato perdí el Pleito
- Los cachos de Jacha y machete
- Por culpa de la nueva ola

- Datos: Q5860060